# DCプランナー
DCプランナーとは、日本商工会議所と金融財政事情研究会の共催による認定試験に合格し、日本商工会議所に登録することで与えられる認定資格であり、年金制度の普及や運営・管理を行う実務家としての役割が期待されている。1級と2級の2段階に分かれているが、試験には1級～3級がある。DCプランナー(企業年金総合プランナー)と表記される。

## 制度概要
DCはDefined Contribution Planの略であり、確定拠出年金プランを意味する。DCプランナーは確定拠出年金制度の導入と普及を担う人材の育成を目的として創設された資格であるが、確定拠出年金の知識だけではなく、各種年金制度全般に渡る知識、退職給付制度の知識、金融商品や投資の知識、そしてライフプランニング・リタイアメントプランニングの知識まで幅広い知識を持つため、「企業年金総合プランナー」としての位置づけを持つ資格でもあり、試験の対象者としては、金融機関の職員、一般企業の経営者や福利厚生担当者、社会保険労務士、税理士、中小企業診断士、ファイナンシャル・プランナー等を想定している。
なお同じ確定拠出年金に関連した資格に、DCアドバイザーが存在する。また検定試験として、銀行業務検定協会の年金アドバイザーや確定拠出年金アドバイザーがある。

## 資格登録制度
DCプランナー認定試験合格者は日本商工会議所に資格を登録することができ、登録によって「1級DCプランナー(企業年金総合プランナー)」または「2級DCプランナー(企業年金総合プランナー)」の名称を使用することが可能となる。登録料は10,500円であり、登録者には月2回発行される「DCプランナーメールマガジン」、年2回発行される会報「DCプランナー」によって年金に関わる情報提供が行われる。また、資格登録の有効期限は2年であり、更新には更新料10,500円に加え、1級の場合は「1級DCプランナー資格更新通信教育講座」または「1級DCプランナー資格更新研修会」の受講と修了が必要となり、2級の場合は「2級DCプランナー資格更新通信教育講座」の受講と修了が必要となる。

## 試験概要
1級～3級があるが、3級合格者には資格登録制度がない。試験問題は試験実施日時点で施行されている関連法令に従って出題される。
1級認定試験
年1回実施。2級合格者のみ受験可能（合格時期、登録の有無は不問）。試験の対象者は確定拠出年金制度を始めとする各種年金制度、及び、金融商品や投資に関する専門知識を持ち、企業経営者や顧客に対して確定拠出年金制度に関する提案や教育を実施できる者、セミナー講師が務まる者を想定。マークシートと記述式で出題され、試験時間はそれぞれ150分と120分。200満点中140点以上の得点で合格となる。受験料は10,500円。
2級認定試験
年1回実施。誰でも受験できる。試験の対象者は確定拠出年金制度を始めとする各種年金制度、及び、金融商品や投資に関する一般的な知識を持ち、企業担当者や顧客に対して確定拠出年金制度に関する説明や、確定拠出年金制度導入企業における社員教育が行える者を想定。マークシートで出題され、試験時間は150分。100満点中70点以上の得点で合格となる。受験料は6,300円。
3級試験
年1回実施。誰でも受験できる。試験の対象者は年金制度全般について概略の知識を有し、確定拠出年金の企業型年金および個人型年金の仕組みについて、概略の知識を有する者、また掛金の運用対象となる金融商品および投資に関する基本的な知識を有する者を想定。マークシートで出題され、試験時間は120分。100満点中70点以上の得点で合格となる。受験料は4,200円。（金融財政事情研究会のみ実施。）

## 試験結果
| 実施日         | 実施回 | 区分 | 申込者 (人) | 受験者 (人) | 合格者 (人) | 合格率 (%) |
| -------------- | ------ | ---- | ----------- | ----------- | ----------- | ---------- |
| 2001年9月      | 第1回  | 2級  | 13,348      | 11,572      | 4,386       | 37.9       |
| 2002年3月      | 第1回  | 1級  | 2,017       | 1,497       | 274         | 18.3       |
| 2002年3月      | 第2回  | 2級  | 10,188      | 7,632       | 2,409       | 31.6       |
| 2002年9月      | 第2回  | 1級  | 1,542       | 1,191       | 340         | 28.5       |
| 2002年9月      | 第3回  | 2級  | 7,113       | 5,636       | 2,124       | 37.7       |
| 2003年3月      | 第3回  | 1級  | 1,552       | 1,124       | 167         | 14.9       |
| 2003年3月      | 第4回  | 2級  | 6,709       | 5,071       | 1,239       | 24.4       |
| 2003年9月      | 第4回  | 1級  | 1,449       | 1,083       | 246         | 22.7       |
| 2003年9月      | 第5回  | 2級  | 5,347       | 4,055       | 1,803       | 44.5       |
| 2004年3月14日  | 第5回  | 1級  | 1,451       | 1,047       | 386         | 36.9       |
| 2004年3月14日  | 第6回  | 2級  | 5,238       | 3,958       | 1,714       | 43.3       |
| 2004年9月19日  | 第6回  | 1級  | 1,319       | 937         | 175         | 18.7       |
| 2004年9月19日  | 第7回  | 2級  | 5,044       | 3,874       | 1,726       | 44.6       |
| 2005年3月13日  | 第7回  | 1級  | 1,500       | 1,031       | 306         | 29.7       |
| 2005年3月13日  | 第8回  | 2級  | 5,400       | 3,877       | 1,406       | 36.3       |
| 2005年9月18日  | 第8回  | 1級  | 1,199       | 863         | 136         | 15.8       |
| 2005年9月18日  | 第9回  | 2級  | 4,629       | 3,395       | 2,040       | 60.1       |
| 2006年3月12日  | 第9回  | 1級  | 1,483       | 1,003       | 118         | 11.8       |
| 2006年3月12日  | 第10回 | 2級  | 4,026       | 2,906       | 1,104       | 38.0       |
| 2006年9月17日  | 第10回 | 1級  | 1,321       | 979         | 262         | 26.8       |
| 2006年9月17日  | 第11回 | 2級  | 3,829       | 2,960       | 1,266       | 42.8       |
| 2007年3月11日  | 第11回 | 1級  | 1,420       | 905         | 111         | 12.3       |
| 2007年3月11日  | 第12回 | 2級  | 4,054       | 2,941       | 790         | 26.9       |
| 2007年9月16日  | 第12回 | 1級  | 1,242       | 883         | 277         | 31.4       |
| 2007年9月16日  | 第13回 | 2級  | 4,281       | 3,401       | 1,977       | 58.1       |
| 2008年9月21日  | 第13回 | 1級  | 1,120       | 833         | 308         | 37.0       |
| 2008年9月21日  | 第14回 | 2級  | 3,860       | 3,092       | 1,166       | 37.7       |
| 2009年10月11日 | 第14回 | 1級  | 919         | 701         | 211         | 30.1       |
| 2009年10月11日 | 第15回 | 2級  | 3,413       | 2,749       | 1,595       | 58.0       |
| 2010年10月10日 | 第15回 | 1級  | 944         | 727         | 302         | 41.5       |
| 2010年10月10日 | 第16回 | 2級  | 3,154       | 2,501       | 1,011       | 40.4       |
| 2011年9月11日  | 第17回 | 2級  | 2,571       | 2,127       | 872         | 41.0       |
| 2012年1月22日  | 第16回 | 1級  | 1,012       | 800         | 353         | 44.1       |
| 2012年9月9日   | 第18回 | 2級  | 2,348       | 1,959       | 1,010       | 51.6       |
| 2013年1月27日  | 第17回 | 1級  | 891         | 680         | 130         | 19.1       |
| 2013年9月8日   | 第19回 | 2級  | 2,113       | 1,775       | 1,011       | 57.0       |